# مارمولک خاردم صحرا
مارمولک خاردم صحرا (نام علمی: Uromastyx geyri) نام یک گونه از سرده مارمولک خاردم است.
این مارمولک در مناطق نیمه‌خشک و شنزارهای الجزایر، مالی و نیجر زندگی می‌کنند. مارمولک خاردم صحرا گونه‌ای کوچک و باریک‌اندام است که میانگین درازای آن در حدود ۳۴ سانتی‌متر است.